# 鵷雛
鵷雛，又稱鵷鶵，是中國古代傳說中的禽類之一，屬於鳳凰的一種。

## 神話生物
在中國古代典籍中，認為鵷雛是一種黃色的鳳凰。
《廣韻．平聲．元韻》：「鵷，鵷鶵，似鳳。」
《永樂大典》蔡衡云：「鳳之類有五，其色赤文章鳳也，青者鸞也，黃者鵷雛也，白者鴻鵠也，紫者鸑鷟也。」
《莊子·秋水》：「夫鵷鶵，發於南海而飛於北海，非梧桐不止，非練實不食，非醴泉不飲。」
《山海經·南山經》：「東五百八十里，曰南禺之山，其上多金玉，其下多水。有穴焉，水春輒入，夏乃出，冬則閉。佐水出焉，而東南流注于海，有鳳皇、鵷鶵」
《文選．司馬相如．上林賦》：「捷鵷雛，揜焦明。」
《郁離子·梓棘》:「鵷鶵翠鸞，朝夕和鳴。」

## 文學引用
鵷雛的字義，在文學中會被比喻有才望的年青人或賢才。
《舊唐書卷73 薛收傳》：「元敬，隋選部侍郎邁子也。有文學，少與收及收族兄德音齊名，時人謂之「河東三鳳」。收為長雛，德音為鸑鷟，元敬以年最小為鹓雛。」
《意林》:「光武鳯翔于南陽，燕雀化作鵷鶵。」
《莊子·秋水》：惠王相梁。莊子往見之。或謂惠子曰：「莊子來，欲代子相。」於是惠子恐，搜於國中三日三夜。莊子往見之，曰：「南方有鳥，其名為鵷鶵，子知之乎？夫鵷鶵發於南海，而飛於北海，非梧桐不止，非練實不食，非醴泉不飲。於是鴟得腐鼠，鵷鶵過之，仰而視之曰：『嚇！』今子欲以子之梁國而嚇我邪？」
李商隱的詩句《安定城樓》：「迢遞高城百尺樓，綠楊枝外盡汀洲。賈生年少虛垂涕，王粲春來更遠遊。永憶江湖歸白髮，欲迴天地入扁舟。不知腐鼠成滋味，猜意鵷雛竟未休。」